# Cynthia Rothrock
Cynthia Ann Christine Rothrock (Wilmington, 8 marzo 1957) è un'attrice e artista marziale statunitense.

## Biografia
Nasce nel Delaware, ma cresce a Scranton in Pennsylvania, da Edward Rothrock e Ann Exeter Markowski. All'età di 13 anni comincia a frequentare la palestra gestita da amici di famiglia, i quali si accorgono subito delle potenzialità della ragazza e la spingono ad allenarsi a livello agonistico. Nel 1982 la Rothrock è una delle prime donne in America a competere nei Kata e nelle armi: fino al 1985 detiene il titolo di World Karate Champion in queste due categorie.
All'inizio degli anni ottanta debutta nell'ambiente cinematografico interpretando uno spot televisivo per la società Kentucky Fried Chicken. Il suo primo film da protagonista è il cinese Huang jia shi jie (1985) di Corey Yuen, al fianco dell'altra famosa attrice marziale Michelle Yeoh: il film è un campione d'incassi ad Hong Kong.
Il successo del film le fa ottenere molte scritture da altri famosi registi cinesi, come Sammo Hung e Jackie Chan. Quest'ultimo la scrittura per il film che sta girando, Armour of God, ma proprio all'inizio delle riprese Chan si infortuna ed il progetto viene rimandato. Rothrock viene così scritturata dall'amico d'infanzia di Chan, Yuen Biao, per il suo Zhi fa xian feng (1987). In pochi anni, così, la Rothrock diventa la più famosa star occidentale del cinema di Hong Kong.
La casa cinematografica Golden Harvest di Hong Kong decide allora di lanciare la Rothrock anche sul mercato statunitense, con una serie di film di arti marziali. Al cinema questi film non ottengono il successo sperato, che arriva invece dal mondo dell'home video e delle TV via cavo. La Rothrock si ritrova così a detenere il titolo di Kung Fu Video Queen ("La regina del kung fu in videocassetta").

## Filmografia
- Giustizia sommaria (24 Hours to Midnight), regia di Leo Fong (1985)
- Yes, Madam (皇家師姐 Huang jia shi jie) regia di Corey Yuen (1985)
- Mo fei cui, regia di Wong Jing (1986)
- Foo gwai lit che, regia di Sammo Hung (1986)
- Righting Wrongs (執法先鋒 Zhi fa xian feng), regia di Corey Yuen (1986)
- Gli occhi del drago (Fight to Win), regia di Leo Fong (1987)
- Jungle Heat, regia di George Chung (1988)
- Rapid Fire (1988)
- Artigli di tigre - Il ritorno (No Retreat, No Surrender 2: Raging Thunder), regia di Corey Yuen (1988)
- Ba wong fa, regia di Wellson Chin (1988)
- A pugni nudi - La rivincita (Miao tan shuang long), regia di Kar-Wing Lau (1989)
- Shi jie da shai, regia di Hoi Mang (1989)
- Tai yang zhi zi, regia di Wellson Chin e Shan Hua (1990)
- Free Fighter, regia di Kar-Wing Lau (1990)
- China O'Brien, regia di Robert Clouse (1990)
- China O'Brien II, regia di Robert Clouse (1990)
- Fast Getaway - In fuga con papà (Fast Getaway), regia di Spiro Razatos (1991)
- I colpi proibiti dell'angelo biondo (Angel of Fury), regia di Ackyl Anwari (1991)
- Codice marziale (Martial Law), regia di Steve Cohen (1991)
- Codice marziale 2 (Martial Law II: Undercover), regia di Kurt Anderson (1991)
- Copgirl - Artigli di tigre (Tiger Claws), regia di Kelly Makin (1991)
- Rabbia e onore (Rage and Honor), regia di Terence H. Winkless (1992)
- Lady Dragon, regia di David Worth (1992)
- Onore e gloria (Zong heng tian xia), regia di Godfrey Ho (1992)
- L'angelo della vendetta (Lady Dragon 2), regia di David Worth (1993)
- Rabbia e onore 2 (Rage and Honor II), regia di Guy Norris (1993)
- Forza irresistibile (Irresistible Force), regia di Kevin Hooks - film TV (1993)
- Undefeatable - Furia invincibile (Cui hua kuang mo), regia di Godfrey Ho (1994)
- Passione fatale (Fatal Passion), regia di T.L. Lankford (1994)
- Oltre la giustizia (Guardian Angel), regia di Richard W. Munchkin (1994)
- Ancora in fuga con papà (Fast Getaway II), regia di Oley Sassone (1994)
- Giustizia bionda (Sworn to Justice), regia di Paul Maslak (1996)
- La prossima vittima (Eye for an Eye), regia di John Schlesinger (1996)
- Hercules - serie TV, 3x05, regia di T.J. Scott (1996)
- Tiger Claws II, regia di J. Stephen Maunder (1996)
- Deep Cover, regia di Nicholas Celozzi (1997)
- Night Vision - La morte è in onda (Night Vision), regia di Gil Bettman (1997)
- Hazzard 20 anni dopo (The Dukes of Hazzard: Reunion!), regia di Lewis Teague - film TV (1997)
- The Hostage, regia di Bryan Todd (1998)
- Tiger Claws III, regia di J. Stephen Maunder (2000)
- Manhattan Chase, regia di Godfrey Ho (2000)
- Oltre la legge (Outside the Law), regia di Jorge Montesi - film TV (2002)
- Redemption - Oltre la legge (Redemption), regia di Art Camacho (2002)
- Bala perdida, regia di Pau Martínez (2003)
- Sci-Fighter, regia di Art Camacho (2004)
- Santa's Summer House, regia di David DeCoteau (2012)
- Badass Showdown, regia di David DeCoteau (2013)
- Mercenarie (Mercenaries), regia di Christopher Ray (2014)
- The Martial Arts Kid, regia di Michael Baumgarten (2015)
- Asian Ghost Story, regia di David DeCoteau (2016)
- Showdown in Manila, regia di Mark Dacascos (2016)

## Doppiatrici italiane
- Anna Cesareni ne In fuga con papà, Ancora in fuga con papà
- Antonella Giannini in L'angelo della vendetta, Scacco matto
- Cristina Boraschi ne I colpi proibiti dell'angelo biondo
- Pinella Dragani in Onore e gloria
- Daniela Abbruzzese in Mercenarie

## Riconoscimenti
- 2016 (Genova, 15 ottobre) - Viene insegnita dall'Ordine Nazionale Cavalieri dello Sport, con il patrocinio dell' ASI, del titolo di Cavaliere dello Sport.[1][2]